# Oberwald (Grebenhain)
Als Oberwald wird eine Siedlung mit einem Industriegebiet in der Gemarkung des Ortsteils Grebenhain in der gleichnamigen Gemeinde Grebenhain in Hessen bezeichnet. Die Siedlung und das benachbarte Industriegebiet Oberwald gehen auf eine zwischen 1936 und 1945 bestehende Munitionsanstalt der deutschen Luftwaffe zurück.

## Geografie
Die nach dem Zweiten Weltkrieg entstandene Siedlung bzw. Industriegebiet Oberwald liegt rund einen Kilometer westlich des Ortsteils Grebenhain, in dessen Gemarkung es sich befindet. Oberhalb westlich schließen sich die 733 m hohe Herchenhainer Höhe und der 729 m hohe Grebenhainer Berg an, unterhalb liegt der Siedlungsbereich der Ahlmühle. Die Bezeichnung der Siedlung bezieht sich auf den Oberwald, das geschlossene Waldgebiet des Vogelsberges, in dessen südöstlichem Randbereich sie liegt.
Nahe der Siedlung liegt das Quellgebiet der Schwarza, die als Waaggraben durch Grebenhain fließt und anschließend über Vaitshain, Nösberts-Weidmoos, Steinfurt bis zur Einmündung in die Lüder zwischen Blankenau und Zahmen verläuft.

## Geschichte
Bereits in mittelalterlicher Zeit war das Ortsgebiet von Oberwald besiedelt. Eine Urkunde von 1399 erwähnt die Belehnung des Johann von Rodenstein und Lißberg durch Landgraf Hermann II. von Hessen mit dem Dorf Schershagin (Schershain). Im Salbuch des hessischen Amts Nidda von 1556 werden zehn uff Lispergk gehörigen Schershainer Güter genannt, doch war der Ort selbst zu diesem Zeitpunkt bereits eine Wüstung. Felder und Wiesen wurden von Bauern aus Grebenhain und Bermuthshain bewirtschaftet, bei denen es sich wahrscheinlich um Nachfahren der ehemaligen Einwohner Schershains handelte. Auf die ehemalige Ortschaft weisen heute noch die Flurnamen Auf dem Schershain, Im Distelrod, Auf den Höferchen, Dorfwiesen, Im Mühlgefäll, Hinter dem Schershain und Im Töpfenloch hin. Funde deuten zudem darauf hin, dass in Schershain das Töpfergewerbe ausgeübt worden ist.
Bis zum Ende des 19. Jahrhunderts blieben die Ahlmühlen die einzigen Siedlungsplätze im Bereich der heutigen Siedlung Oberwald. Es handelte sich um ursprünglich bis zu fünf oberschlächtig angetriebene Wassermühlen: Die obere Ahlmühle, die mittlere Ahlmühle, die untere Ahlmühle, die Schäfermühle und die Katzenmühle. Die beiden zuletzt genannten Mühlen wurden 1930 bzw. 1937 durch Brände zerstört und nicht wieder aufgebaut. Vom Dorf Grebenhain waren die Ahlmühlen durch einen künstlich aufgestauten Fischteich getrennt, erstmals 1429 als sehe zu Grebenhayn urkundlich erwähnt. Der bis 1569 zwischen Hessen und den Riedeseln umstrittene Teich wurde 1789 trockengelegt und das Gelände anschließend landwirtschaftlich genutzt.
Im Jahr 1893 wurde am Rand des Oberwalds oberhalb der Ahlmühlen ein Jagdhaus gebaut. 1904 erwarb der pensionierte Frankfurter Polizeipräsident Wilhelm Freiherr von Müffling genannt Weiß das Jagdhaus zusammen mit mehreren Grundstücken, um dort einen Altersruhesitz zu bauen, die sogenannte Waldvilla. Etwa zur gleichen Zeit erfolgte der Bau der Nebenbahn zwischen Grebenhain und Gedern (→ Vogelsbergbahn), die am 1. April 1906 eröffnet wurde. Etwa 700 m westlich der Waldvilla wurde die Haltestelle Oberwald eingerichtet, die vor allem als Holzverladebahnhof diente.
Die eigentliche Geschichte der heutigen Siedlung Oberwald begann 1936 in der Zeit des Nationalsozialismus mit der Entscheidung des Reichsluftfahrtministeriums, zwischen Grebenhain und Hartmannshain eine Munitionsanstalt (Muna) zu errichten. Die offizielle Bezeichnung der geheimen militärischen Anlage lautete Luftmunitionsanstalt Hartmannshain, nach der 2 km westlich gelegenen Gemeinde Hartmannshain.
→ Hauptartikel: Luftmunitionsanstalt Hartmannshain

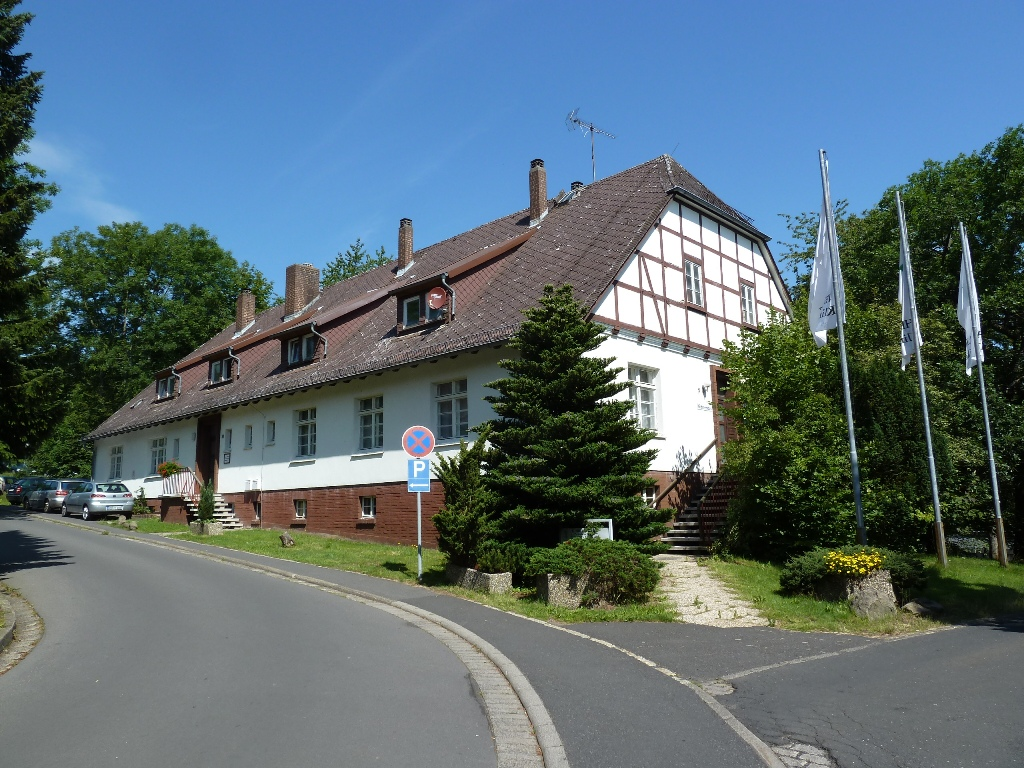
Ehemaliges Gebäude der Munitionsanstalt

Ende März 1945 wurden die Bunker der Muna mitsamt der darin gelagerten Munition von der sich zurückziehenden deutschen Wehrmacht gesprengt, wodurch eine Fläche von 450 ha mit Munition und Munitionsteilen verseucht wurde. 1991 wurde mit der systematischen Entmunitionierung des Geländes begonnen, die seit dem Herbst 2013 abgeschlossen ist.
Die erhalten gebliebenen Gebäude der Muna wurden ab 1946 zunächst von sudetendeutschen Heimatvertriebenen aus Gablonz und Karlsbad für die Produktion von Glaswaren (→ Gablonzer Industrie) genutzt. Weitere Industrieansiedlungen, teilweise gefördert durch das neugegründete Land Hessen und den Landkreis Lauterbach, folgten. Die Firmeninhaber und auch ein Großteil der Beschäftigten stammten entweder aus den bis 1945 deutschen Ostgebieten oder aus der sowjetischen Besatzungszone. Sie wohnten teilweise in den Häusern im früheren Wohn- und Verwaltungsbereich der Munitionsanstalt. Unter dem seit 1945 gültigen Ortsnamen Oberwald entstand aus der früheren Muna somit eine typische Vertriebenensiedlung.
Ebenfalls unter Nutzung früherer Muna-Hallen entstand im Jahr 1957 ein Ferienlager des West-Berliner Stadtbezirks Reinickendorf, das nach der Wiedervereinigung Deutschlands zur Freizeit- und Übernachtungsstätte "Auf dem Schershain" umfunktioniert wurde.
Ein Zeugnis des Kalten Krieges im Ortsteil Oberwald stellt außerdem das NATO-Versorgungsdepot dar, die Forward Storage Site Grebenhain. Es wurde zwischen 1978 und 1982 auf dem Gelände der ehemaligen Muna gebaut und bestand aus mehreren Lagerhallen, einem Hubschrauberlandeplatz, einem Tanklager mit sechs großen Treibstofftanks und insgesamt 27 erdgedeckten Bunkern zur Lagerung von konventioneller Munition. Durch die Veränderung der weltpolitischen Situation wurde das umgangssprachlich so genannte Natolager von der amerikanischen Armee bereits in den Jahren 1990 und 1991 wieder geräumt. Es ist seit dem Jahr 2000 Eigentum der Gemeinde Grebenhain, welche die Baulichkeiten überwiegend als Lagerraum für ortsansässige Firmen und Privatpersonen vermietet.
Heute hat die Siedlung Oberwald insgesamt etwa 200 bis 300 Einwohner, wobei eine genaue Zahl nicht angegeben werden kann, da Oberwald statistisch nicht als eigener Ortsteil, sondern stets zusammen mit Grebenhain erfasst wird.

## Wirtschaft und Infrastruktur
Oberwald ist heute zum einen ein ruhig gelegenes Wohngebiet des Kerndorfes Grebenhain, zum anderen das älteste und wichtigste Gewerbegebiet der Großgemeinde. In einiger Entfernung zur früheren Munasiedlung wurde bereits Anfang der 1960er Jahre ein Wochenendgebiet ausgewiesen, das sich mittlerweile zu einem allgemeinen Wohngebiet entwickelt hat. Ein weiteres Wohngebiet wurde ab 1972 unterhalb der Munasiedlung im Bereich der Ahlmühlen erschlossen und bebaut.
Die früheren Wohn- und Verwaltungsgebäude der Muna, die als Ensemble bis heute erhalten sind, gingen 1949 in das Eigentum der Bundesrepublik Deutschland über und fanden zum Teil zunächst als Erholungsheim für Bundesbeamte Verwendung. 1972 wurde in ihrer Nachbarschaft das Kurhotel Oberwald gebaut, dessen Gebäude bereits im folgenden Jahr an die Oberwaldklinik überging. Diese gehört heute als Fachklinik für Angiopathie und Enddarmerkrankungen (mit etwa 140 Beschäftigten) zur Helios Kliniken Gruppe.
Die Industriebetriebe im Ortsteil Oberwald befanden sich stets in einiger Entfernung von den Wohngebieten, bedingt durch den zur Zeit der Munitionsanstalt vorgeschriebenen Sicherheitsabstand zwischen den Wohn- und Verwaltungsgebäuden und den Munitionsarbeitshäusern. Bis in die 1960er Jahre war die aus Spremberg in der Niederlausitz stammende Tuchfabrik Carl Müller das wichtigste ortsansässige Unternehmen. 1966 übernahm das Verpackungsmittelunternehmen Gustav Stabernack GmbH (seit 1998 STI Group) die Gebäude. Innerhalb der Firmengruppe fertigte dort die Grebenhainer Kartonagen GmbH (zuletzt STI Grebenhain Display+Verpackung GmbH) Displays am Standort Grebenhain-Oberwald. Zum Jahresende 2020 wurde das Displaywerk geschlossen und seine Funktion von anderen Werken der STI-Firmengruppe übernommen, hauptsächlich vom Hauptwerk in Lauterbach. Die Firma war mit zuletzt noch rund 280 Beschäftigten der größte Arbeitgeber in der Großgemeinde Grebenhain. Anfang 2021 übernahm die HR-Structures GmbH, ein Hersteller von Veranstaltungszelten und Leichtbauhallen, die Liegenschaft.
Verkehr
Oberwald hat trotz seiner ruhigen Lage unmittelbar Anschluss an die Bundesstraße 275. Die Firma Stabernack nutzte bis 1989 noch ein Anschlussgleis, das an der Haltestelle Oberwald von der Vogelsbergbahn abzweigte und 1997 mitsamt dem Rest der Bahnstrecke bis Lauterbach zurückgebaut wurde. Heute läuft der Vulkanradweg über die frühere Bahntrasse von Stockheim nach Lauterbach. Er ist Teil des BahnRadweg Hessen, der auf ehemaligen Bahntrassen ca. 250 km durch den Vogelsberg und die Rhön führt.